# Парламент Руанды
Парла́мент Руа́нды (руанда Inteko Ishinga Amategeko y'u Rwanda, англ. Parliament of Rwanda, фр. Parlement du Rwanda, суахили Bunge la Rwanda) — высший законодательный орган Руанды. Состоит из двух палат: верхней — Сената (руанда Sena) и нижней — Палаты депутатов (руанда Umutwe w’Abadepite).

## История
До 2003 года был однопалатным. Ранее высший законодательный орган страны носил следующие названия: Законодательное собрание, Национальный совет развития (руанда Inama y’igihugu y’amajyambere, фр. Conseil national de développement; 1982—1994) и Переходный национальный совет (руанда Inteko Ishinga Amategeko y’Inzibacyuho).

## Женщины в парламенте
В парламенте Руанды самый высокий процент женщин в однопалатном парламенте в мире. Правительство зарезервировало 24 из 80 мест в Палате депутатов для женщин. 24 места, выделенные женщинам, распределяются между каждой провинцией и городом Кигали, где они избираются собранием, состоящим из членов различных советов и комитетов.
Больше женщин получили места из-за последствий геноцида в Руанде для населения. После геноцида тутси среди населения было больше женщин, чем мужчин, и это отразилось на составе парламента.